# Willner Rivas
Willner Enrique Rivas Quijada (La Guaira, 2 aprile 1995) è un pallavolista venezuelano, schiacciatore del Cisterna.

## Carriera

### Club
La carriera di Willner Rivas inizia nel 2013 nel Distrito Capital; nella stagione 2015-16 si trasferisce nella Lega Nazionale A svizzera, ingaggiato dal Losanna UC, mentre in quella successiva è in Turchia all'Afyon, militante in Efeler Ligi.
Nell'annata 2017-18 gioca in Libano al Tannourine, per poi accasarsi in quella 2018-19 al Police Union, in Qatar Volleyball League, con cui si aggiudica lo scudetto; dopo il campionato 2018-19 disputato con il Gigantes del Sur, in Liga Argentina de Voleibol, ritorna in quello 2020-21 al Police Union, con cui, in due stagioni di permanenza, conquista lo scudetto 2020-21, la Supercoppa qatariota 2021, il Gulf Clubs Champions 2022 e la Coppa dell'Emiro 2022.
Nella stagione 2022-23 veste la maglia del Narbonne, nella Ligue A Francese, per poi indossare quella dell'Al-Qadisiya nell'annata 2023-24, nella Kuwait Premier League. Per il campionato 2024-25 difende i colori del Cisterna, nella Superlega italiana.

### Nazionale
Nel 2013 è convocato sia nella nazionale venezuelana under 21 che in quella under 23.
Nella 2013 ottiene anche le prime convocazioni nella nazionale maggiore, con cui nello stesso anno vince il bronzo alla Final Four Cup; sempre di bronzo è la medaglia che mette al collo nel 2015 alla Coppa panamericana, dove viene premiato anche come miglior schiacciatore. Nel 2017 conquista l'oro ai XVIII Giochi bolivariani, mentre nel 2018 quella di bronzo agli XI Giochi sudamericani.
Nel 2025 si aggiudica la medaglia di bronzo alla Coppa America, venendo anche premiato come miglior schiacciatore.

## Palmarès

### Club
- Campionato qatariota: 2

2018-19, 2020-21
- Coppa dell'Emiro: 1

2022
- Supercoppa qatariota: 1

2021
- Gulf Clubs Champions: 1

2022

### Nazionale (competizioni minori)
- Final Four Cup 2013
- Coppa panamericana 2015
- Giochi bolivariani 2017
- Giochi sudamericani 2018
- Coppa America 2025

### Premi individuali
- 2015 - Coppa panamericana: Miglior schiacciatore
- 2025 - Coppa America: Miglior schiacciatore